# Dunnet Parish Church

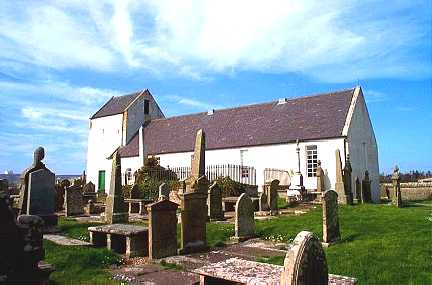
Dunnet Parish Church

Die Dunnet Parish Church ist eine Pfarrkirche der presbyterianischen Church of Scotland in der schottischen Ortschaft Dunnet in der Council Area Highland. 1971 wurde das Bauwerk in die schottischen Denkmallisten in der höchsten Denkmalkategorie A aufgenommen.

## Geschichte
Vermutlich befand sich am Standort bereits im 13. Jahrhundert ein Kirchengebäude. Schriftliche Belege dieser Kirche datieren auf 1223 beziehungsweise 1245. Zahlreiche Grabsteine auf dem umgebenden Friedhof wurden vor dem 16. Jahrhundert gesetzt, was die kontinuierliche christliche Nutzung seit dem Mittelalter aufzeigt. Aufgrund des Termins des wesentlichen Markts von Dunnet, eine Woche nach Mariä Geburt, wird davon ausgegangen, dass die Kirche Maria geweiht war. Von 1601 bei 1610 war Timothy Pont, welcher die erste detaillierte Landkarte von Schottland fertigte, dort Gemeindepfarrer.
Das heutige Gebäude entstand vermutlich weitgehend im 17. oder 18. Jahrhundert und umfasst vermutlich noch mittelalterliche Fragmente. Das nordweisende Querschiff wurde 1837 errichtet.

## Beschreibung
Die Dunnet Parish Church steht im Zentrum von Dunnet zwischen der A836 und dem Dunnet Burn, der aus dem St John’s Loch in die Dunnet Bay abfließt. Das schlicht ausgestaltete Gebäude weist einen T-förmigen Grundriss auf. Seine Fassaden sind mit Harl verputzt. An seiner westlichen Giebelseite erhebt sich der zweigeschossige Glockenturm, an dessen Fuß sich die schlichte Eingangstür befindet. Neben einem kleinen Fenster im Erdgeschoss befinden sich kleine Öffnungen in den Giebeldreiecken des Satteldachs. Entlang des Kirchenkörpers sind je Fassade zwei längliche Sprossenfenster eingelassen. Die Dächer sind mit Schiefer eingedeckt. Rechts an der Südfassade ist ein Denkmal in das Mauerwerk eingelassen. Eine Bruchsteinmauer umfriedet den umgebenden Friedhof.